# Tauhída bin Šajch
Tauhída bin Šajch (2. ledna 1909 Tunis – 6. prosince 2010) byla první novodobá muslimka v Severní Africe, která se stala lékařkou. Byla také průkopnicí v oblasti ženského lékařství, především co se týká přístupu k antikoncepci a interrupcím.

## Životopis
Tauhída bin Šajch se narodila v Tunisu v Tunisku. Nejprve navštěvovala veřejnou školu pro muslimské dívky, která byla založena „tuniskými nacionalisty a představiteli liberálního francouzského protektorátu“. V této škole se učila arabštinu, francouzštinu, Korán a moderní předměty. Poté se za vzděláním přestěhovala do Paříže, kde v roce 1936 vystudovala lékařství. Poté se vrátila zpět do Tuniska, kde vedla gynekologickou kliniku. Bin Šajch byla podporovatelkou plánování zakládání rodin. V 60. a 70. letech 20. století školila lékaře v provádění interrupcí.